# John Gagnon
John Gagnon, né le 22 novembre 1931 à Fall River, dans le Massachusetts, et mort le 11 février 2016 à Palm Springs, en Californie, est un sociologue américain spécialisé dans l'étude de la sexualité humaine.
Souvent comparé à Michel Foucault, il est considéré aux États-Unis comme un précurseur voire un pionnier dans la dénaturalisation de l'étude des sexualités.

## Concept de «scripts sexuels»
John Gagnon appartient au courant nord-américain de la « sex research » au croisement de la biologie, de la médecine et des sciences humaines. Ses travaux portent sur le sens attribué aux interactions sexuelles entre les corps et les individus, dans leurs contextes sociaux et culturels d'origine :

« La sexualité humaine englobe un éventail restreint de pratiques physiques qui s’organisent en des séquences relativement peu diversifiées. Mais les significations qu’elles revêtent sont innombrables »

John Gagnon est l’auteur de nombreuses études et ouvrages théoriques sur la sexualité humaine qu'il produit pour la plupart avec son ami et collègue William Simon (en). Ils développent ensemble au début des années 1960 la théorie des « scripts de la sexualité », selon laquelle les phénomènes de la sexualité humaine ne peuvent être compris selon la simple opposition entre nature et culture, mais à l'intérieur de structures sociales et culturelles vastes et complexes. Gagnon et Simon entendent « mettre en relation la réalité du corps et les dimensions sociales et culturelles de sa signification ».
Gagnon et Simon critiquent les conceptions naturalisantes de la sexualité telles que l’idée de « pulsions » ou d’« instinct » sexuel. Leur théorie de la sexualité s’oppose ainsi au déterminisme biologique. Pour Gagnon la naturalité des phénomènes sexuels relève elle-même d'un script ou « scénario culturel » qui prescrit des rôles, des gestes et des sensations. Dans cette perspective, les scripts sexuels sont l'enjeu de rapports de force : « On observe plutôt une lutte permanente entre les groupes et les individus pour faire valoir leurs propres scénarios. »

## Engagements dans la lutte contre le SIDA
Au milieu des années 1980, John Gagnon fait partie d'une faible minorité d'intellectuels américains engagés dans la lutte contre le SIDA. D'après Alain Giami, « l’engagement de Gagnon est marqué par la participation à des commissions nationales de recherche, de programmation scientifique et d’évaluation des actions et des politiques de prévention. »

## Publications

### Traductions françaises
- John Gagnon, (trad. Marie-Hélène Bourcier), Les Scripts de la sexualité. Essais sur les origines culturelles du désir, préface d’Alain Giami, Paris, Payot, 2008

### En langue anglaise
- John Gagnon, « Female Child Victims of Sex Offenses », Social Problems 13:2, automne 1965
- John Gagnon, Paul H. Gebhard, Cornelia V. Christenson et Wardell B. Pomeroy, Sex Offenders: An Analysis of Types, New York, Harper and Row, 1965
- John Gagnon et William Simon, « Homosexuality, The Formulation of a Sociological Perspective », The Journal of Health and Social Behavior 8:3, septembre 1967, pp. 177–185
- John Gagnon, Sexual Deviance: A Reader, New York, Harper and Row, 1967
- John Gagnon et William Simon, « On Psychosexual Development », dans David A. Goslin, Handbook of Socialization Theory and Research, New York, Rand McNally, 1969, pp. 733–752
- John Gagnon et William Simon, Sexual Conduct: The Social Sources of Human Sexuality, Chicago, Aldine Books, 1973
- John Gagnon, Human Sexualities, Glenview, Scott Foresman, 1977
- John Gagnon et William Simon, « Sexual Scripts », Society. Vol. 22, no 1, novembre-décembre 1984, pp. 53–60
- John Gagnon, Robert Michael, Edward Laumann et Gina Kolata, Sex in America, New York, Little Brown, 1994
- John Gagnon, Edward Laumann, Robert Michael et Stuart Michael, The Social Organization of Sexuality, Chicago, The University of Chicago Press, 1995.
- John Gagnon, (co-édité avec Martin Levine et Peter Nardi), In Changing Times: Gay Men and Lesbians Encounter HIV/AIDS, Chicago: University of Chicago Press. 1997
- John Gagnon, An Interpretation of Desire, Chicago, The University of Chicago Press, 2004
- John Gagnon et William Simon, Sexual Conduct: The Social Sources of Sexual Conduct (Seconde édition), Piscataway, NJ, Transaction Books, 2005